# دال بتنی

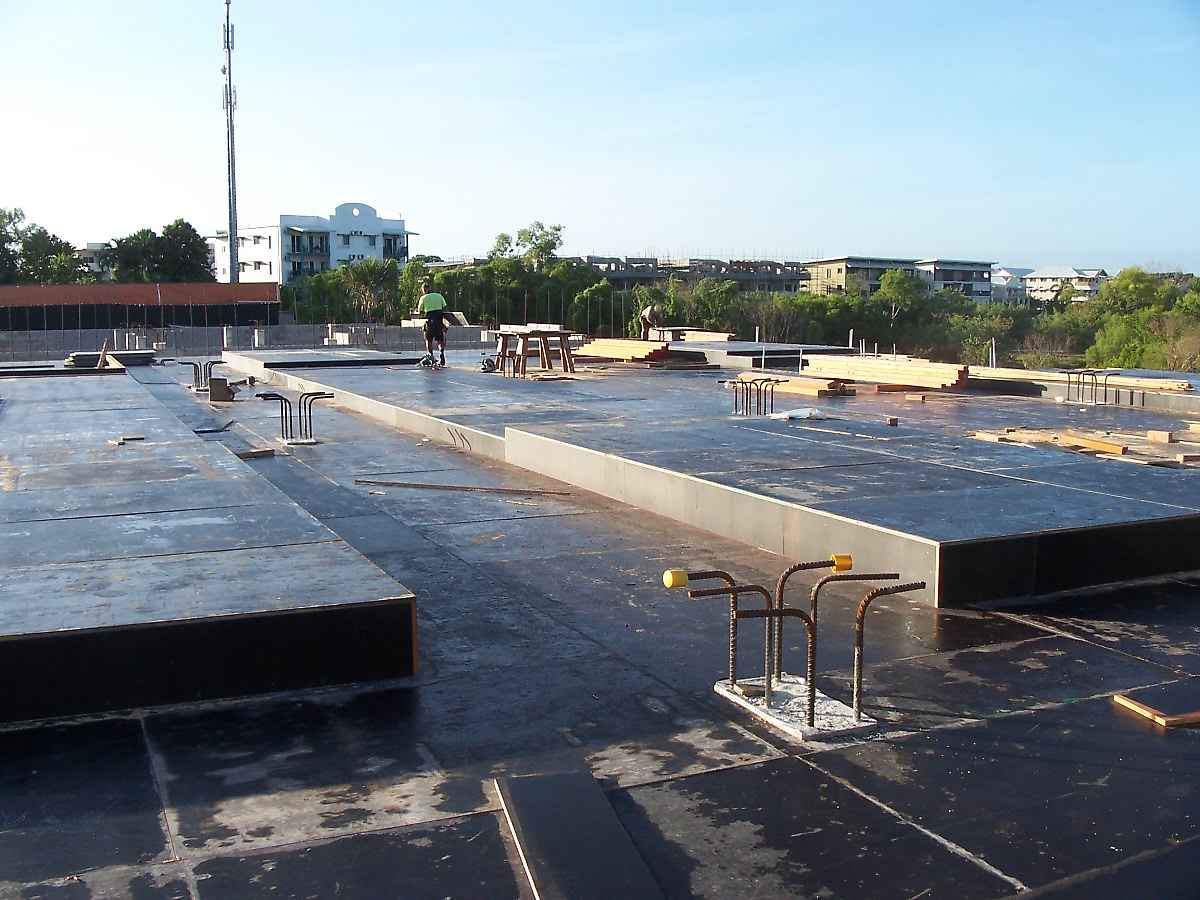
یک دال درحال‌ساخت، به همراه قالب

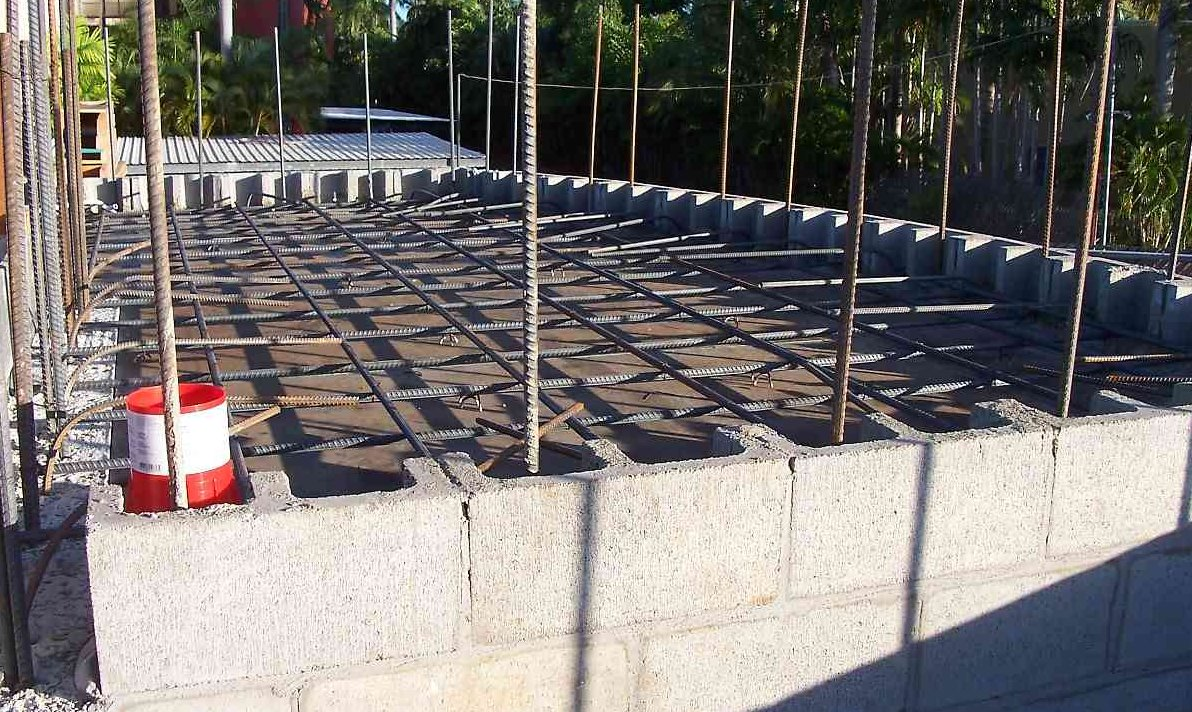
قالب و میلگردهای آمادهٔ بتن‌ریزی برای ساختن یک دال

دال بتنی (به فرانسوی: Dalle)، یک عضو سازه‌ای در ساختمان‌های امروزی است. دال‌های افقی بتنی مسلح، معمولاً دارای ضخامتی بین ۱۰ تا ۵۰ سانتی‌متر بوده و عمدتاً در سقف طبقات به کار برده می‌شوند. از دال‌های نازک‌تر نیز به عنوان سنگ‌فرش استفاده می‌گردد.
در بسیاری از ساختمان‌های مسکونی و صنعتی، هنگام ساختن طبقهٔ هم‌کف، از پی یا خاک زیر ساختمان، به عنوان تکیه‌گاه برای دال‌های بتنی ضخیم استفاده می‌شود. در ساختمان‌های بلندمرتبه و آسمان‌خراش‌ها نیز با قرار دادن دال‌های بتنی پیش‌ساختهٔ کم‌ضخامت در بین قاب‌های فولادی، سقف هر یک از طبقات را درست می‌کنند.
در نقشه‌های فنی، برای نشان دادن دال‌های بتنی مسلح، به اختصار از «r.c.slab» یا «.r.c» استفاده می‌شود.

## عملکرد حرارتی
در این‌جا دو موضوع مهم و اساسی دربارهٔ حرارت و گرما وجود دارد. نخستین مورد مربوط به عایق‌کاری کف است. در ساختمان‌های قدیمی دال بتنی مستقیماً بر روی زمین قرار می‌گرفت که موجب از دست رفتن حرارت اتاق می‌شد. اما در ساختمان‌های امروزی، دال‌های بتنی معمولاً بر روی لایه‌ای از عایق، (یونولیت) قرار می‌گیرند. گاهی در داخل دال از لوله‌های گرمایش از کف نیز استفاده می‌شود. با این حال هنوز دال‌های عایق نشده برای ساختن ساختمان‌های دورافتاده‌ای که نیازی به گرمایش یا سرمایش ندارند مورد استفاده قرار می‌گیرند. در این‌گونه موارد دال بتنی را به‌طور مستقیم بر روی لایه سنگی قرار می‌دهند که این لایه، دمای دال را در طول سال حفظ کرده، گرمایش و سرمایش ساختمان را تأمین می‌کند.
مورد دوم، جرم حرارتی بالا است که در دیوارها، کف‌ها و جاهایی که بتن در داخل پوشش حرارتی قرار می‌گیرد، کاربرد دارد. اشکالی که وجود دارد در مواقعی است که اتاق به صورت متناوب گرم می‌شود؛ چنان‌که در نتیجهٔ تأخیر در گرمایش ساختمان، گرم شدن بتن نیز زمان می‌برد. با این حال در مناطقی با نوسانات دمایی بالا در طول روز، این یک مزیت به حساب می‌آید. در این حالت، دال به عنوان یک تعدیل‌کننده حرارت عمل کرده و دمای ساختمان را در روز کاهش و در شب افزایش می‌دهد.

## طراحی
برای افزایش نسبت مقاومت به وزن دال‌ها تعدادی روش طراحی وجود دارد. در همهٔ این طرح‌ها، سطح بالایی دال به صورت مسطح و صاف بوده و سطح پایینی نیز به حالت‌های زیر ساخته می‌شوند:
- موج‌دار که برای ساختن آن معمولاً بتن را در یک سینی فولادی موج‌دار می‌ریزند. در این نوع از دال مقاومت و خمش در مقابل وزن خود دال مقدار مناسبی دارد. دال موج‌دار را در جهت کوتاه و از سمتی به سمت دیگر استفاده می‌کنند.
- دال دندانه‌ای (یک‌طرفه) که مقاومت قابل توجهی در یک جهت دارد.
- دال کلوچه‌ای (دوطرفه) که در هر دو جهت، دارای مقاومت بالایی است.

### طراحی آرماتورها
- در دال‌های یک‌طرفه لنگر مقاوم تقویتی تنها در جهت کوتاه لازم است. زیرا لنگر در محور کوتاه آنچنان دارای مقدار کمی است که می‌توان از آن صرف نظر نمود. در صورتی که نسبت طول جهت بلند دال به جهت کوتاه‌تر، بیشتر از ۲ باشد می‌توان دال را به صورت یک طرفه در نظر گرفت.
- اما در دال‌های دو طرفه، در هر دو جهت، به لنگر مقاوم تقویتی نیاز است. اگر نسبت طول جهت بلند به کوتاه کوچک‌تر از ۲ باشد آن‌گاه باید لنگر هر دو جهت را در طراحی بررسی کرد.

## عملیات ساخت
یک دال بتنی ممکن است به صورت پیش‌ساخته یا اجراشده در محل پروژه باشد. دال‌های پیش‌ساخته در کارخانه تولید شده و به محل انتقال می‌یابند تا در بین تیرهای فولادی یا بتنی نصب شوند. این نوع از دال‌ها ممکن است به صورت پیش‌تنیده (در کارخانه)، پس‌تنیده (در محل کارگاه)، یا تنیده‌نشده باشد. لازم است که تکیه‌گاه دال در سازه، از نظر ابعاد به صورت دقیق ساخته شود، تا دال پیش‌ساخته به شکل مناسب در محل خود قرار گیرد.
در محل پروژه دال بتنی با استفاده از قالب‌هایی که خمیر بتن را به داخل آن می‌ریزند اجرا می‌شود. در حالتی که دال به صورت مسلح اجرا می‌شود آرماتورهای تقویتی را قبل از بتن‌ریزی در داخل قالب قرار می‌دهند. برای نگه‌داشتن میل‌گردها در داخل قالب، از وسایل پلاستیک استفاده می‌شود تا بتن به صورت کامل آرماتورهای تقویتی را پوشش دهد. ممکن است در هنگام اجرای دال کف از دیوارهای کناری خود ساختمان به عنوان قالب برای بتن‌ریزی استفاده شود؛ ولی در دال سقف از قالب‌هایی مانند سینی که توسط داربست‌های موقتی نگه‌داشته شده‌اند استفاده می‌شود که بعد از سفت شدن بتن این داربست‌ها را برمی‌دارند. قالب‌ها عمدتاً از صفحات و قطعات چوبی، پلاستیکی یا فولادی ساخته می‌شوند. امروزه در پروژهای ساختمانی تجاری معمولاً برای بالا بردن کیفیت کار از قالب‌ها پلاستیکی و فولادی استفاده می‌شود. در حالی که در ساخت‌وسازهایی با بودجهٔ کم استفاده از قطعات چوبی، بسیار رایج است.
گاهی هم احتیاجی به استفاده از قالب نیست. برای مثال در دال‌های کف که توسط آجر یا دیوارهای پی احاطه شده‌اند، دیوارها به عنوان کناره‌های سینی قالب عمل می‌کنند.